# Азедин Унаи
Азедин Оунахи (на френски: Azzedine Ounahi; на арабски: عز الدين أوناحي) е марокански футболист, играещ като полузащитник за френския Олимпик (Марсилия) и националния отбор на Мароко. Участник на Световно първенство по футбол 2022 - (4 място) и в Купа на африканските нации 2021 и 2023. През 2024 на последния турнир бележи втория гол срещу Танзания за победата с 3:0 в групите.

## Успехи
Мароко
- Световно първенство по футбол
  - 4-то място (1): 2022

 Мароко до 20 г.
- Средиземноморски игри
  - 4-то място (1): 2022

- Офицер от Ордена на Трона: 2022[3]